# 拉迪斯拉夫·布羅傑克
| 參見§ 發現的小行星列表 |

拉迪斯拉夫·布羅傑克（1952年—）是一名斯洛伐克天文學家。在波西米亞克萊季天文台，小行星中心認定他在1979年到1982年間總共發現23顆小行星。
他的發現之一小行星2613以他的出生地皮爾森命名。1981年，他發現了阿波羅群的小行星3102。他還將他的另一個發現小行星3834以搖滾音樂家和作曲家法蘭克·扎帕命名。

## 發現的小行星列表
| 2288 Karolinum   | 1979年10月19日 | 列表 |
| 2613 Plzeň       | 1979年8月30日  | 列表 |
| 2622 Bolzano     | 1981年2月9日   | 列表 |
| 2696 Magion      | 1980年4月16日  | 列表 |
| 3102 Krok        | 1981年8月21日  | 列表 |
| 3386 Klementinum | 1980年3月16日  | 列表 |
| 3419 Guth        | 1981年5月8日   | 列表 |
| 3423 Slouka      | 1981年2月9日   | 列表 |
| 3424 Nušl        | 1982年2月14日  | 列表 |
| 3603 Gajdušek    | 1981年9月5日   | 列表 |
| 3834 Zappafrank  | 1980年5月11日  | 列表 |
| 4023 Jarník      | 1981年10月25日 | 列表 |

| 4146 Rudolfinum                     | 1982年2月16日 | 列表 |
| 4190 Kvasnica                       | 1980年5月11日 | 列表 |
| 4369 Seifert                        | 1982年7月30日 | 列表 |
| 5221 Fabribudweis                   | 1980年3月16日 | 列表 |
| 5417 Solovaya                       | 1981年8月24日 | 列表 |
| 6076 Plavec                         | 1980年2月14日 | 列表 |
| 6765 Fibonacci                      | 1982年1月20日 | 列表 |
| 7739 Čech                           | 1982年2月14日 | 列表 |
| (10035) 1982 DC2                    | 1982年2月16日 | 列表 |
| (16393) 1981 QS                     | 1981年8月24日 | 列表 |
| 27675 Paulmaley                     | 1981年2月2日  | 列表 |
| 備註：拉迪斯拉夫·布羅傑克無共同發現 |               |      |